# Federación Atlética Metropolitana
La Federación Atlética Metropolitana (o FAM) es el órgano responsable del atletismo en la Capital Federal y en el Gran Buenos Aires. Fue fundada el 4 de julio de 1919 y se encuentra afiliada a la Confederación Argentina de Atletismo.

## Historia
El 4 de julio de 1919 tuvo lugar la fundación de la Federación Atlética Argentina, dando inicio de esta manera al atletismo federado en la Argentina.
El 1 de noviembre de 1919 se realizó en el Club Atlético San Isidro el primer Campeonato Metropolitano de Atletismo, organizado por la Asociación Cristiana de Jóvenes. Un año más tarde, el 2 y el 3 de abril de 1920, la Federación Atlética Argentina concretó el primer Campeonato Nacional de Atletismo.
La FAA tuvo el reconocimiento internacional ante la Asociación Internacional de Federaciones de Atletismo y ante el Comité Olímpico Internacional desde su creación en 1919 hasta 1961, año en que pasó a manos de la Confederación Argentina de Atletismo